# Кампана, Франсуа Фредерик
Франсуа Фредерик Кампана (фр. François Frédéric Campana), Франческо Фредерико Кампана (итал. Francesco Federico Campana; 1771—1807) — французский военный деятель, бригадный генерал (1805 год), участник революционных и наполеоновских войн.

## Биография
5 февраля 1782 года поступил в артиллерийскую школу в Турине, после её окончания нача службу в артиллерии Пьемонта. 20 мая 1794 года перешёл на французскую службу, и через 10 дней присоединился к 1-му батальону волонтёров Мон-Блана. 22 октября 1794 года в звании лейтенанта зачислен в штаб Итальянской армии. 24 сентября 1795 года получает звание капитана, и с 1 октября командует 1-й ротой иностранных добровольцев. 22 ноября стал адъютантом генерала Виктора, и в тот же день ранен пулей в битве при Лоано. 29 мая 1796 года возглавил роту 18-й полубригады линейной пехоты. 5 февраля 1798 года получил должность адъютанта генерала Массены. С 21 марта выполнял те же функции у генерала Брюна. 21 декабря 1798 года произведён генералом Жубером в командиры батальоны, а уже 2 января 1799 года стал полковником штаба в пьемонтских войсках. 21 марта назначен начальником штаба французской дивизии в Пьемонте. В июне выполнял функции бригадного генерала. В июле начальник штаба кавалерии Итальянской армии. 5 августа был прикомандирован к главкому армии. 12 сентября 1799 года генералом Моро произведён в полковники штаба французской службы, и был дважды ранен при осаде Генуи в 1800 году.
Утверждённый 2 января 1801 года в звании, 1 июля получает отпуск, 7 августа становится префектом департамента Маренго, с 23 сентября без служебного назначения.
4 мая 1805 года произведён в бригадные генералы, и 19 мая возглавил 2-ю бригаду дивизии Газана в Лилле. С 29 августа служит в составе 5-го корпуса Ланна Великой Армии. Отличился в Ульмской кампании, и особенно при Дюренштейне. В Прусской и Польской кампаниях сражался при Заальфельде, Йене, Пултуске. Погиб в бою при Остроленке.
По приказу Наполеона, имя генерала Кампана было выгравировано на бронзовом столе в замке Версаль.

## Воинские звания
- Лейтенант (22 октября 1794 года);
- Капитан (24 сентября 1795 года);
- Командир батальона (21 декабря 1798 года);
- Полковник штаба пьемонтской службы (2 января 1799 года);
- Полковник штаба (12 сентября 1799 года, утверждён 2 января 1801 года);
- Бригадный генерал (4 мая 1805 года).

## Награды
Легионер ордена Почётного легиона (5 февраля 1804 года)
 Офицер ордена Почётного легиона (14 июня 1804 года)
 Коммандан ордена Почётного легиона (25 декабря 1805 года)